# Una tragica scelta
Una tragica scelta (Inhale) è un film del 2010 diretto da Baltasar Kormákur.

## Trama
Paul Stanton, un procuratore distrettuale statunitense, decide di intraprendere un viaggio nel mondo del traffico di organi, a Juárez in Messico, per cercare di salvare la vita di sua figlia, in attesa di un trapianto polmonare da ormai troppo tempo, quando però capisce che per salvare la propria figlia deve condannare un altro bambino, si rifiuta.